# Wesley Lopes da Silva
Wesley Lopes da Silva (Vila Velha, Espírito Santo, 10 de novembre de 1980) és un futbolista brasiler, que ocupa la posició d'atacant.
Després d'haver militat a modestos equips brasilers i al Suwon sud-coreà, dona el salt a Europa fitxant pel Penafiel portuguès, on destaca marcant 23 gols en 57 partits. Posteriorment hi juga a les competicions espanyola, portuguesa, suïssa i romanesa.